# 雷德托普 (伊利諾伊州)
雷德托普（英語：Red Top）是位於美國伊利諾伊州愛德華茲縣的一個非建制地區。該地的面積和人口皆未知。

## 地理
雷德托普的座標為38°22′19″N 88°01′34″W / 38.37194°N 88.02611°W，而該地的平均海拔高度為128米（即420英尺）。